# 大西正男
大西 正男（おおにし まさお、1910年10月12日 - 1987年9月18日）は、日本の政治家。郵政大臣（第40代）、衆議院議員（9期）。

## 来歴・人物
高知県出身。弁護士、衆議院議員の大西正幹の長男。旧制高知高等学校、東京帝国大学法学部卒業後、検事を経て弁護士となる。1949年の総選挙に高知県全県区から立候補し、初当選。1952年の総選挙では公職追放から解除されたばかりの宇田耕一に地盤を譲り、同年の参院選に高知県地方区から出馬するが、落選。
政界から一旦は退いていたが、1963年の総選挙で宇田の後継だった浜田正信の地盤を引き継ぐ格好で、11年振りに出馬して当選し、国政に返り咲く。
自治、外務政務次官などを経て、1979年11月、第2次大平内閣の郵政大臣として初入閣。翌年の7月まで務めた。
自民党内では傍流の三木武夫→河本敏夫派に属し、河本派の代表世話人を務めた。
1987年9月18日、肺癌のため東京都内の病院で現職のまま死去、76歳没。死没日をもって勲一等旭日大綬章追贈（勲六等からの昇叙）、正七位から正三位に叙される。大西の地盤は山本有二が継いだ。
板垣退助先生顕彰会創立発起人兼顧問を務めた。
ドキュメンタリー『天皇の世紀』に、地元・土佐の後藤象二郎役で出演したことがある。